# رافائل بسان
رافائل بَسان (زادهٔ ۱۹۴۸ میلادی) منقّد فیلم و روزنامه‌نگار فرانسوی است. وی هم‌بنیان‌گذار جشنواره سینمای متفاوت و تجربی پاریس است. او همچنین سه فیلم کوتاه نیز ساخته‌است.

## سرگذشت
بسان در ۱۹۴۸ در بورگاسِ بلغارستان زاده شد. سال بعد با خانواده‌اش به پاریس رفت. از ۱۹۶۴ سرودن شعر را آغاز کرد. در سال‌های بعد در نشریات فراوانی از جمله لیبراسیون مطلب نوشت. او مبدع اصطلاح «سینما نگاه» بوده‌است.

## فیلم‌شناسی
- ۱۹۶۹ - Le Départ d’Eurydice
- ۱۹۷۱ - Prétextes
- ۲۰۰۴ - Lucy en miroir